# Дашкевич Андрій Вікторович
Андрій Вікторович Дашкевич (* 26 червня 1964, Київ) — український науковець, економіст, громадський діяч. Віце-президент Українського союзу промисловців і підприємців. Заслужений економіст України.

## Освіта
- 1986 — закінчив факультет міжнародних відносин Київського державного університету ім. Т. Г. Шевченка;
- 1999 — отримав науковий ступень доктора політичних наук.

## Кар'єра
Працював молодшим науковим співробітником Інституту соціальних і економічних проблем зарубіжних країн АН УРСР.
З 1992 по 1994 працює науковим співробітником, захищає кандидатську дисертацію і стає вченим секретарем Інституту світової економіки і міжнародних відносин АН України.
З 1996 по 2001 — старший науковий співробітник, провідний науковий співробітник того ж Інституту.
У 1997 обирається віце-президентом Українського союзу промисловців і підприємців, яким є до нинішнього часу.
З 2001 — керівник групи радників Прем'єр-міністра України.
З березня 2005 по лютий 2007 А.Дашкевич — голова Державного комітету України з питань регуляторної політики та підприємництва. Цьому призначенню передувало висування його кандидатури лідерами кількох десятків об'єднань і організацій ділової спільноти.

## Наукові праці
Має понад 40 наукових праць.

## Відзнаки
Нагороджений Почесною Грамотою Кабінету Міністрів України (серпень 2002).
Заслужений економіст України (лютий 1998).
Кавалер ордена «За заслуги» III ступеня (березень 2007).